# Geohollandia solida
Geohollandia solida är en loppart som först beskrevs av Rothschild 1916.  Geohollandia solida ingår i släktet Geohollandia och familjen Pygiopsyllidae. Inga underarter finns listade i Catalogue of Life.